# 重庆民间映画交流展
重庆民间映画展，全称造影青春：重庆民间映画交流展，简称重庆独立影展（英語：Chongqing Independent Film and Video Festival，缩写CIFVF），是於2007年开始在中国重庆举办的独立电影节，举办时间为每年的11月到12月，参赛选手绝大多数来自大中华地区，包括中国内地、香港、台湾、日本、韩国等。最近的一届于2011年11月20日——26日举办，自2011年始设「亚洲电影促进联盟（NETPAC）评委会奖」。
造影青春：重庆民间映画交流展（CIFVF）的宗旨，是促进民间电影及录像媒介的创作与交流，鼓励重庆及国内的新进影像创作人，及拓展青年群体的艺术视野与想象力。影展尽力为本地观众提供高水平民间影像作品欣赏节目，为各地影像作者创造自如表达空间；在观众与作者之间搭建一个宽松、自由、平等的交流与沟通平台。

### 註释
1. ↑  CIFVF也可以指「加拿大影视基金会」（The Canadian Film and Video Fund）